# Chiesa della Madonna della Neve (Savona)
La chiesa della Madonna della Neve si trova nel quartiere delle Fornaci a Savona, a pochi metri dal mare.

## Caratteristiche
La chiesa fu edificata nel 1863, su progetto dell'architetto Giuseppe Cortese (Savona 1814-1888) forse in sostituzione di un precedente edificio, con abside rivolta verso il mare. Divisa in tre navate, presenta un bell'affresco sulla volta della navata centrale raffigurante il miracolo della Madonna della Neve.